# 康登鎮
康登鎮（英語：Camden Town）是位於英國倫敦市中心的一個地區，在行政區劃上屬於卡姆登區，距離查令十字有2.4英里（3.9）。在倫敦計劃中，康登鎮是倫敦的35個中心地區之一。该地名称来自第一代康登伯爵查尔斯·普拉特。